# Ben Carr
Pour les articles homonymes, voir Carr.
Ruben Carr, né à Winnipeg, est un enseignant, directeur, consultant, entraîneur et homme politique canadien. Il est élu député à la Chambre des communes du Canada lors de l'élection partielle du 19 juin 2023. Il succède à son père, Jim Carr, mort en fonction en décembre 2022, pour représenter la circonscription fédérale de Winnipeg-Centre-Sud en tant que membre du Parti libéral du Canada. 